# Kalin Twins
Les Kalin Twins sont un duo américain composé des frères jumeaux Hal et Herbie Kalin (nés le 16 février 1934 à Port Jervis).

## Biographie
Le duo est découvert par Clint Ballard Jr., auteur de nombreux succès comme Good Timin' pour Jimmy Jones ou I'm Alive pour The Hollies. Les premières chansons n'ont pas de succès. Mais, en 1958, après plein de démos, le management retient When, écrit par Paul Evans (en) et Jack Reardon. La chanson est numéro un du UK Singles Chart, numéro cinq aux États-Unis. Elle est reprise la même année en France par Danyel Gérard.
Pour la tournée au Royaume-Uni, ils sont la première partie de Cliff Richard. Le deuxième single, Forget Me Not, est douzième en 1958 aux États-Unis. Deux titres sont moins bien classés en 1959.
N'ayant plus de succès, les frères jumeaux arrêtent leur carrière musicale et reprennent leurs études. En 1977, ils remontent sur la scène d'un night-club puis parfois avec leur frère cadet Jack, sous le nom de Kalin Brothers. Ils reviennent encore en 1989. Cliff Richard les invite lors du concert The Event au stade de Wembley ; on rediffuse alors un extrait de l'épisode de la série Oh Boy.
Harold "Hal" Kalin meurt le 24 août 2005 des suites des blessures lors d'un accident de voiture et Herbert "Herbie" Kalin meurt le 21 juillet 2006 d'un arrêt cardiaque.

## Discographie
- Jumpin' Jack/Walkin' To School - (1957)
- When - (1958)
- Three O'Clock Thrill - (1958)
- Forget Me Not - (1958)
- Oh! My Goodness - (1959)
- It's Only The Beginning - (1959)
- When I Look In The Mirror - (1959)
- Sweet Sugar Lips - (1959)
- Zing! Went The Strings Of My Heart - (1960)
- I'm Forever Blowing Bubbles - (1961)
- Sometimes It Comes, Sometimes It Goes - (1966) - Amy Records
- Silver Seagull - (1978)
- American Eagle - (1979)

## Source de la traduction
- (en) Cet article est partiellement ou en totalité issu de l’article de Wikipédia en anglais intitulé « Kalin Twins » (voir la liste des auteurs).